# Leskea subpinnata
Leskea subpinnata là một loài Rêu trong họ Leskeaceae. Loài này được Brid. mô tả khoa học đầu tiên năm 1812.